# Bezdědice (Hostomice)
Bezdědice (německy Besdieditz) jsou vesnice, část města Hostomice v okrese Beroun ve Středočeském kraji. Nejvýznamnější památkou v této obci je kostel Nanebevzetí Panny Marie (který spadá pod vikariát Beroun) s varhanami postavenými firmou Rejna a Černý z Vinohrad.

## Historie
První písemná zmínka o vesnici pochází z roku 1352.
V roce 1976 zde režisér Ivo Novák natočil komedii Léto s kovbojem.

## Obyvatelstvo
| Rok            | 1869 | 1880 | 1890 | 1900 | 1910 | 1921 | 1930 | 1950 | 1961 | 1970 | 1980 | 1991 | 2001 | 2011 | 2021 |
| -------------- | ---- | ---- | ---- | ---- | ---- | ---- | ---- | ---- | ---- | ---- | ---- | ---- | ---- | ---- | ---- |
| Počet obyvatel | 310  | 315  | 246  | 276  | 266  | 222  | 203  | 173  | 129  | 102  | 89   | 66   | 65   | 117  | 144  |
| Počet domů     | 45   | 46   | 42   | 47   | 42   | 43   | 47   | 55   | 55   | 35   | 32   | 39   | 36   | 55   | 64   |

## Obecní správa
Při sčítání lidu v letech 1850–1879 byly Bezdědice osadou obce Lhotka v okrese Hořovice. V letech 1880–1899 a v letech 1921–1960 byly samostatnou obcí, nejprve v okrese Hořovice, od roku 1960 v okrese Beroun. Od 1. července 1960 jsou částí města Hostomice v okrese Beroun.
Velké Bezdědice: Při sčítání lidu v letech 1880–1899 byly Velké Bezdědice osadou obce Bezdědice v okrese Hořovice. V letech 1900–1920 byly samostatnou obcí v okrese Hořovice.

## Pamětihodnosti
- Kostel Nanebevzetí Panny Marie
- Usedlost čp. 4